# Hiepso
Hiepso is een departement van de Hogeschool West-Vlaanderen, gevestigd in de Belgische stad Kortrijk. Hiepso heet officieel 'campus Renaat de Rudderlaan' en behoort tot Howest (de Hogeschool West-Vlaanderen).
In februari 2017 verliet Howest de campus. Het gebouw werd afgebroken. Ondertussen is op die plaats het nieuwe politiecommissariaat van Kortrijk gebouwd.

## Campus
Hiepso is gelegen in de Renaat de Rudderlaan te Kortrijk. Het departement bestaat uit 1 gebouw met zowel een restaurant als een extern gebouw met schoolcatering. Het schoolgebouw bestaat uit 5 vleugels (A t/m E), waarvan elke vleugel bestemd is voor een opleiding.
De campus is gelegen op een tiental minuten van het station met fiets, of 15 à 20 minuten te voet en is eveneens bereikbaar met stads- en voorstadslijnen van De Lijn, namelijk lijn 91, 92 en 93. Stadsijn 9 stopt in de nabijgelegen Drie Hofstedenwijk, op 5 minuten wandelafstand van het departement.

## Voorzieningen
De campus beschikt over een draadloos netwerk met internet, een forum, bibliotheek, cursusdienst (Cursoa), studentenvoorzieningen (Sovowes), een campusrestaurant en extern restaurant. Busvervoer in Kortrijk is eveneens gratis. Studieboeken kunnen enkel aangekocht worden bij de Standaard Boekhandel in de E. Sabbelaan, gevestigd aan het departement van Katho.

## Opleidingen
In het departement Hiepso worden volgende opleidingen aangeboden:
- Communicatie-management
- Ergotherapie
  - Wellnesscoaching (keuzetraject)
- Journalistiek
- Office management
- Sociaal werk
- Toerisme en recreatiemanagement

## Studentenclubs
Er zijn verschillende studentenclubs in het PIH, namelijk:
- AIDA
- SKAWEE